# Philippe Pinel
Philippe Pinel (Jonquières, 20 de abril de 1745- París, 25 de octubre de 1826) fue un psiquiatra francés dedicado al estudio y tratamiento de los trastornos mentales. Pertenece al grupo de pensadores que constituyeron la clínica médica como observación y análisis sistemático de los fenómenos perceptibles de la enfermedad. Es a partir de esta rigurosidad en el plano del método que establece la primera clasificación de enfermedades mentales, teniendo sus ideas gran repercusión posterior. En el campo institucional, propugnaba la humanización del trato que se daba por entonces a las personas por ellas aquejadas, eliminando, como primera medida, su encadenamiento a las paredes. Consideraba posible la recuperación de un amplio grupo de los "alienados" (tal la denominación social de la época a los "locos") a partir del tratamiento moral.

## Biografía
Nació el 20 de abril de 1745 en la comuna Jonquières, departamento de Tarn, Francia. Era hijo de un modesto cirujano y fue enviado al internado de los religiosos del Oratorio en Lavaur, donde estudió principalmente latín y religión. Recibió órdenes menores y durante un tiempo enseñó teología, pero terminó por abandonar la carrera religiosa, trasladándose a Toulouse, donde estudió matemáticas y medicina, en la que se doctoró en 1773. Continuó sus estudios en Montpellier. En 1778 llegó a París, donde inicialmente dio clases particulares de matemáticas y tradujo diversos textos médicos (como las Institutions de médecine pratique de Cullen o las Œuvres médicales de Baglivi).
Participó en la Revolución francesa de 1789, aunque se distanció de la actividad política durante el periodo del Terror. En 1793, Pinel fue encargado de la conducción de un asilo de alienados, donde pudo quitar las cadenas a los enfermos mentales, empezando los estudios sistemáticos de la locura. Por primera vez se acopiaron historiales de casos verificables, documentadamente, de taras mentales.

## Actividad profesional
Empezó a trabajar como médico en la clínica del doctor Belhomme en Charonne. En esta localidad conoció a Cabanis, contertulio del salón de Mme Helvétius. El 25 de agosto de 1793, durante la Comuna, fue nombrado médico del manicomio de Bicêtre, a propuesta de Thouret y de Cabanis.
En Bicêtre prestó gran atención a las prácticas de Jean-Baptiste Pussin (1746-1811), que propugnaba el tratamiento moral de los locos, recurriendo con fines terapéuticos a la parte de su razón que no estuviese perturbada. (Pussin era una persona caritativa y benévola para con los enfermos, de voluntad enérgica y un excelente observador, características todas que concurrían también en Pinel.)
Cuando llevaba poco tiempo en Bicêtre decidió reformar la manera de tratar a los internos, pidiendo autorización para suprimir el uso de cadenas. Los celadores se mostraron reticentes y la autorización no le fue concedida durante el Terror, pero terminó por conseguirla de Couthon, que acudió personalmente a Bicêtre, aun siendo paralítico, para estudiar las propuestas de Pinel.
En 1795 se le nombró médico jefe del hospital de la Salpêtrière, donde aplicó las mismas reformas que en Bicêtre. Cuando llegó solicitó que Pussin lo siguiera allí, pero solo en 1802 le concedieron el deseo. Luego se dedicó a trabajar en la mejora de la organización del hospital.
En 1798 escribió una Nosographie philosophique (o Méthode appliquée à la médecine), que es una clasificación de los trastornos mentales, llamadas por entonces vesanías. Pinel estableció con ella los fundamentos del diagnóstico psiquiátrico moderno, al vincular el método analítico con la tradición hipocrática. Está basada sobre los principios clasificatorios de las ciencias naturales y la impronta conceptual de Locke y Condillac y de ella sacaron provecho muchas generaciones posteriores de psiquiatras o "alienistas", entre los cuales encontrará consenso, con pequeñas modificaciones, durante unos 20 años. Para su elaboración se inspiró en las obras de Cullen, que había traducido años antes, y en las de Boissier de Sauvages, autor de un tratado clásico, titulado Nosologia Methodica, en el que agrupaba los diversos tipos de locura dentro de la clase octava, tras las enfermedades generales.
Pinel redactó en 1801 un Traité Médico-Philosophique sur l'aliénation mentale. Su clasificación distingue entre:
- la melancolía (simple, delirio parcial, de mano con la depresión)
- la manía (delirio generalizado con agitación)
- la mutismo (no hablan, tendencia a quitarse la vida)
- la demencia (perdida de las funciones mentales)

Pinel consideraba a las enfermedades mentales como un desarreglo de las facultades cerebrales causado por cierto número de causas: 
- Causas físicas (directamente cerebrales o simpáticas)
- Herencia
- Causas morales (a las que le atribuye más de la mitad de los casos), que se pueden separar en:
  - Pasiones intensas y fuertemente contrariadas o prolongadas.
  - Excesos de todo tipo.

Pinel suprimió las sangrías y los tratamientos inútiles, que no servían más que para debilitar a los enfermos. Pensaba que se podía curar a los locos con palabras de estímulo y que, en el caso de los delirantes, podía atenuarse la opresión de la idea dominante mediante un razonamiento hábil, para lo que la figura del médico ocupaba un lugar crucial. A pesar de aquello, algunos de sus tratamientos (como la sofocación en pilones de agua, con el paciente atado a una silla basculante, o la "cura de hambre") han de considerarse actualmente como bastante brutales.
Durante el Imperio napoleónico se concedieron a Pinel grandes honores, que luego le fueron revocados durante la Restauración.
Jean Étienne Dominique Esquirol, alumno suyo, sucedió a Pinel al frente de la Salpêtrière en 1820.
Las ideas de Pinel, continuadas por Esquirol, originaron la legislación psiquiátrica francesa de 1838, que permaneció vigente hasta 1990. Tuvieron gran influencia en la psiquiatría y en el tratamiento de los enajenados mentales no solo de su época, sino también de las generaciones siguientes, tanto en Europa como en EE. UU.
Pinel murió en París el 25 de octubre de 1826.
Philippe Pinel está, por derecho propio, en el origen de un famoso error tipográfico. Al corregir la prueba de uno de sus libros, señaló en el margen de una cita: "Es necesario citar todos los párrafos", para el tipógrafo. Por desgracia, en composición, esto se convirtió en otra frase: "Debemos guillotinar a todos los locos". Esa desafortunada corrección fue tanto más cruel, para una personalidad pionera de la humanización de las instituciones psiquiátricas.

## Obra

### Algunas publicaciones
- Nosographie philosophique, ou la méthode de l’analyse appliquée à la médecine (2 v. 1798) – Pinel, Philippe (1798) en Wikiversity; v.1 y v.2 en gallica.bnf.fr.

- Rapport fait à l’École de médecine de Paris, sur la clinique d’inoculation, le 29 fructidor, an 7 (1799). gallica.bnf.fr

- Traité médico-philosophique sur l’aliénation mentale ou La manie (1801) gallica.bnf.fr (tradujo M.Wagner: Philosophisch-medicinische Abhandlung über Geistesverwirrungen oder Manie. Carl Schaumburg, Viena 1801.)

- La médecine clinique rendue plus précise et plus exacte par l’application de l’analyse: recueil et résultat d’observations sur les maladies aigües, faites à la Salpêtrière. Paris 1804. gallica.bnf.fr

- « Lettres de Pinel, précédées d’une notice sur sa vie par son neveu, le Dr Casimir Pinel ». In: Gazette hebdomadaire de médecine et de chirurgie (1859)

- Genèse de la psychiatrie: les premiers écrits psychiatriques de Philippe Pinel. Le Sycomore, Paris, 1981